# Bešenovački Prnjavor
Bešenovački Prnjavor (v srbské cyrilici Бешеновачки Прњавор) je vesnice v Srbsku, administrativně součást města Sremska Mitrovica. Rozkládá se severně od města, v podhůří pohoří Frušky Gory. V roce 2011 zde bylo při sčítání lidu evidováno 83 obyvatel, drtivá většina z nich je srbské národnosti.
Na severním okraji obce se nachází pravoslavný klášter Bešenovo, jeden z řady monastýrů, které stojí na úpatí pohoří Fruška Gora. Rovněž se v blízkosti obce nachází také televizní vysílač.
V okolí obce se jižním směrem nachází doly na slín. Jeden z nich je uzavřen a nachází se v něm umělé jezero.